# Diggenahalli, Bhadravati
Diggenahalli là một làng thuộc tehsil Bhadravati, huyện Shimoga, bang Karnataka, Ấn Độ.